# Ілля Муромець
Ілля́ Му́ромець або Ілько́ Му́ровець (від рос. Илья Муромец) — один з героїв руського билинного народного епосу, легендарний богатир часів Київської Русі, що згадується в українському фольклорі.
Святі мощі Іллі Муромця нині зберігаються в Дальніх печерах Києво-Печерської лаври.

## Писемні свідчення

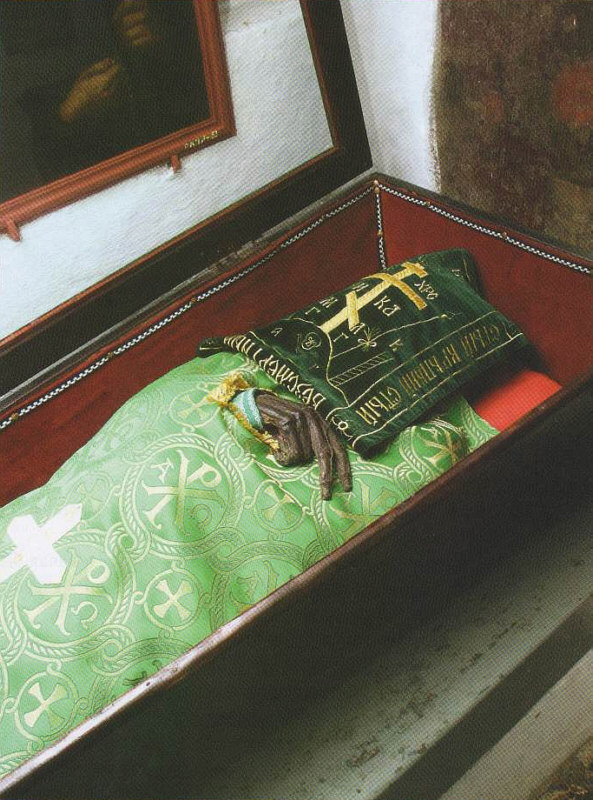
Мощі преподобного Іллі у Києво-Печерській Лаврі.

Найстаріші писемні згадки про богатиря Іллю Муромця датовані XVI століттям. Перша міститься у листі київського шляхтича Філона Кміти, оршанського старости, до Остафія Воловича, троцького каштеляна, від 5 серпня 1574 року. У листі Кміта називає богатиря не Муромцем, а Муравленином (Муравлянином), й згадує поряд із Солов'єм Розбійником:
«Бо прийде час, коли треба буде Ілії Муравленина і Солов'я Будимировича, прийде час, коли буде служб наших потреба!»
Друга згадка про Іллю Муромця міститься в щоденнику австрійського дипломата Еріха Лясоти (1594), що був проїздом у Києві. Автор називає богатиря Моровлином (Моровлянином) і зазначає, що він був похований у місцевому Софійському соборі:
«У другій каплиці зовні церкви була гробниця Іллі Моровлина (Eliae Morowlin), такого собі благородного героя, тобто богатиря (Bohater), як вони називають. Про нього розповідають багато легенд. Ця гробниця на сьогоднішній день зруйнована, але гробниця його товариша ще ціла, також у цій самій каплиці».
У пізніших джерелах, зокрема в «Тературігмі» (1638) православного ченця Києво-печерського монастиря Афанасія Кальфойського, згадується богатир Чобітько, чиї мощі зберігалися в Антонієвій печері Києво-печерського монастиря. Богатиря Чобітька, якого канонізувала православна церква як Святий Ілля з Мурома часто плутають з Іллею Муромцем, хоча це два різних богатирі. Зокрема про Чобітька згадував і Лясота, який вважав його окремим, відмінним від Іллі Муромця богатирем:
«Тут у давнину звичайно хоронили померлих і тіла, які там лежать, в більшості ще не зотліли. Лежать там серед інших, яких я бачив, Святий Денис (вірю, що це Діонісій) [(Sanct Denis (credo quod sit Dionisius)], Святий Олексій (Sanct Alexius), Святий Марко (Sanct Marcus) (але не євангеліст). Також велетень і богатир, який зветься Чоботка (Czobotka), і про якого розповідають, що на нього одного разу зненацька напали вороги саме тоді, як він надів один чобіт. Але він поспіхом не зміг найти іншої зброї, то схопив другий чобіт, якого ще не взув, для самозахисту і ним убив їх усіх. Звідси і отримав прізвисько».

## Міфологічний життєпис
Згідно з українськими билинами, зокрема оповідкою «Про Іллю Муромця і Соловія», Ілля походить з «міста Муромль». Деякі українські дослідники припускають, що йдеться про місто Моровійськ (сучасне село Морівськ Чернігівської області України). Одним із головних аргументів називається швидкість, з якою він дістався до Києва — це можна було здійснити лише з придеснянського Моровійська.
Згідно з російськими билинами, Ілля походить з «села Карачарово під Муромом». Деякі російські дослідники припускають, що йдеться про село Карачарово під Муромом сучасної Владимирської області Росії.
За легендою Ілля до 30 років не міг ходити, тож просидів всі ці роки «на припічку». Потім він чудесним чином зцілився і вилікуватися йому допомогли якісь «каліки перехожі» (прочани). Після одужання він стає бравим воїном і за п'ять годин прибуває до Києва у дружину до князя Володимира. Згодом здійснив багато героїчних подвигів, зокрема поборов Солов'я Розбійника біля Чернігова тощо.

## Билинні сюжети

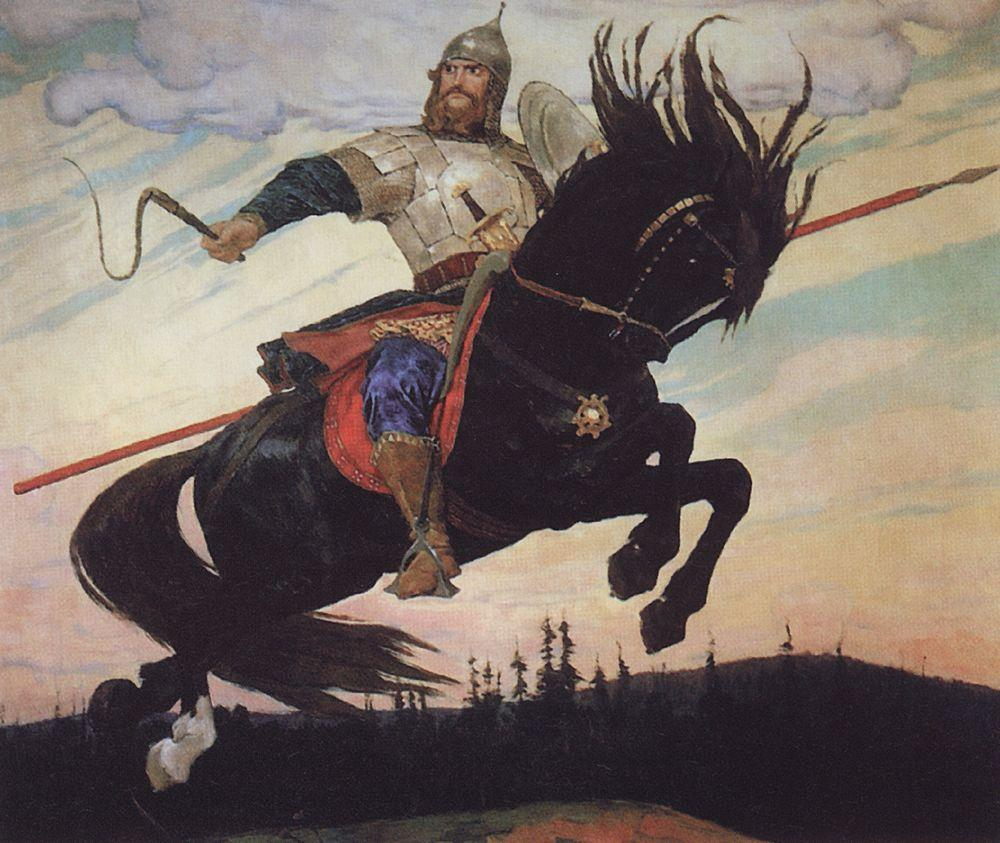
«Ілля Муромець» (Віктор Васнецов, 1914)

### Українські
Богатир Ілько Муровець (також іноді згадується в українській билинно-епосній традиції як Ілля Муромець, Ілля Муровлянин, Ілля Моровлянин, Ілля Мурин тощо) — персонаж українських билин. За твердженнями українського письменника Валерія Шевчука, Ілько Муровець був селянського походження, і це пов'язує його з давнішим київським богатирем Микулою Селяниновичем — образом полянського племені, якому передав свою силу бог Святогор.
В українській билинній традиції немає такої кількості варіантів билин, як у російській билинній традиції, та все ж до нашого часу дійшла значна кількість українських билин про Ілька Муровця. Згідно з даними Шевчука, до нашого часу дійшло як мінімум чотири українські билини про Ілька Муровця (де він фігурує під різними іменами, як от Ілля Мурин, Ілля Швець тощо):
1. Ілля Мурин (подається за виданням: Казки та оповідання з Поділля. Київ, 1928. стор. 275—280. Билина записана в середині XIX столітті українським фольклористом Андрєм Димінським)
2. Ілля Муромець і Святогор (записано упорядником книжки, Валерієм Шевчуком, з голосу кобзаря Зиновія Штокалка)
3. Ілля Швець і Змій ((подається за виданням: Малорусские народные предания и рассказы. Свод Драгоманова М — К., 1876. — С. 248—249)
4. Про Іллю Муромця та Соловія (записано упорядником книжки, Валерієм Шевчуком, з голосу кобзаря Зиновія Штокалка)

У XVIII столітті Іллю Муромця згадує також і Іван Котляревський в своїй «Енеїді».

### Російські
Богатир Ілля Муромець — персонаж російських билин, зібраних у середині ХІХ століття. В російських билинах старих видань XIX століття Іллю Муромця називали старим козаком, в новіших російських виданнях слова «козак» вже немає. За даними філолога Сергія Азбелєва, Ілля Муромець є головним героєм 15 російських богатирських билин (№ 1-15 за укладеним автором покажчиком).
1. Придбання сили Іллею Муромцем (Зцілення Іллі Муромця)[7]
2. Ілля Муромець і Святогор
3. Ілля Муромець і Соловей-розбійник (відома також як «Перша поїздка Іллі Муромця» та ін.)
4. Ілля Муромець та Ідолище
5. Ілля Муромець у сварі з князем Володимиром
6. Ілля Муромець і голі кабацькі
7. Ілля Муромець на Соколі-кораблі
8. Ілля Муромець і розбійники
9. Три поїздки Іллі Муромця
10. Ілля Муромець і Батий-цар
11. Ілля Муромець і Жидовин
12. Ілля Муромець і Тугарин (про подружжя Іллі)
13. Ілля Муромець і Сокольник
14. Ілля Муромець, Єрмак і Калин-цар
15. Камське побоїще
16. Ілля Муромець і Калин-цар
17. Двобій Добрині Микитича з Іллею Муромцем
18. Ілля Муромець і Олешко Попович

У кожного сюжету існує кілька різних варіантів, записаних зі слів різних оповідачів. Число версій може сягати сотні (№ 3, 9, 10), зазвичай їх було у межах 12-45.

### На Заході
- У «Сазі про Тідрека Бернського» фігурує ярл Ілля Грецький (Iljas of Greca) — народжений від наложниці родич руського короля Вальдемара (Володимира)[8].
- У німецькій поемі «Орніт» діє старий Ілля з Русі, король руських (Ilias Kunig von den Riuzen, Iljas von Riuzen)[8].

## Можливі історичні прототипи

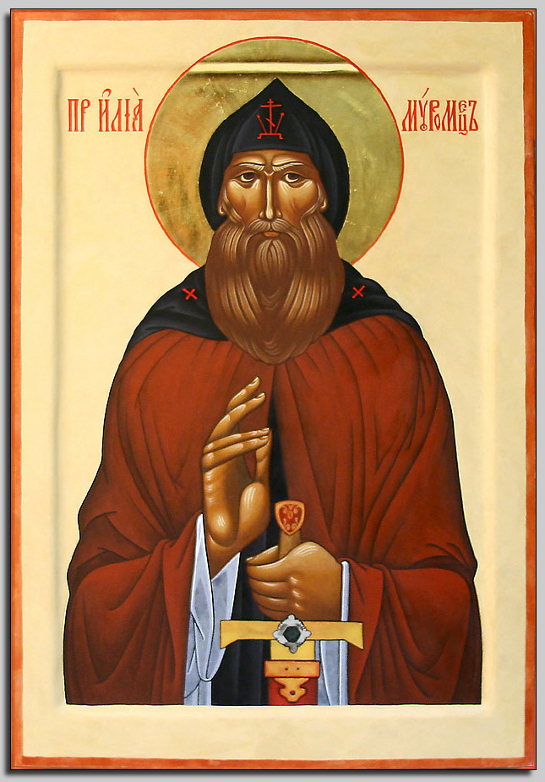
Преподобний Ілля з Мурома

Питання того, чи існував історичний прототип Іллі Муромця, досі не розв'язане. Деякі науковці вважають що Ілля Муромець — це лише узагальнений поетичний образ, що не мав якогось конкретного історичного прототипа. Деякі дослідники навіть висунули гіпотезу, що пов'язує прізвисько «Моровлянин» з чеською Моравією і припускає західнослов'янське походження героя.

### Ілейко Муромець
Російські билини про Іллю Муромця також можливо замішані з образом героя російського епосу — розбійником періоду Смутного часу Ілейком Муромцем. На думку російського дослідника Бориса Соколова, саме внаслідок переосмислення образу богатиря у народних піснях під впливом образу самозванця Ілля Муровлянин перетворився на Іллю Муромця з села Карачарово.

### Ілля з Мурома-Чоботько
Деякі науковці схильні пов'язувати походження богатиря Іллі Муромця зі святим Іллею з Мурома, богатирем відомим як Чоботко, Чобітко, або Чоботько. Преподобний Ілля з Мурома, чернець Печерської лаври, жив у 12-13 сторіччах та був канонізований до лику святих православною Києвською митрополією у 1643 році як «преподобний Ілля з Мурома» та був похований у Києво-Печерській лаврі. Деякі дослідники припускають, що він міг стати одним з прообразів легендарного героя.
Місце народження преподобного богатиря Іллі з Мурома-Чоботька достеменно невідоме. Припускають що це місто Моровійськ (нині село Морівськ Козелецького району Чернігівської області Україна). Одним із головних аргументів походження богатиря з українського міста Моровійськ під Черніговом, а не з російського села біля міста Мурома, називається те, що в перших писемних згадках що датуються XVI століттям згадується богатир Моровлянин (Муравлянин).
На думку журналіста Дмитра Вовнянко, життя Іллі з Мурома-Чобітка відносять до XII століття. Дослідники датують його мощі XI-XII століттям. Припускають, що святий загинув при взятті Києва князем Рюриком II у 1204 році, яке супроводжувалося розгромом Печерського монастиря половцями, що були союзниками Рюрика.

## У масовій культурі

### Малярство
- «Ілля Муромець на бенкеті у князя Володимира» (1872) — полотно російського маляра Василя Верещагіна.
- «Витязь на роздоріжжі» (1882) та «Богатирі» (1898) — полотна російського маляра Віктора Васнецова.
- «Ілля Муромець» (1910) — полотно російського маляра Миколи Реріха.
- «Ілля Муромець звільняє бранців» (1974), «Ілля Муромець та голь кабацька» (1974), «Ілля Муромець сердиться» (1974) — полотна російського маляра Костянтина Васильєва[ru].

### Пам'ятники
- Єкатеринбург, Таганський парк;

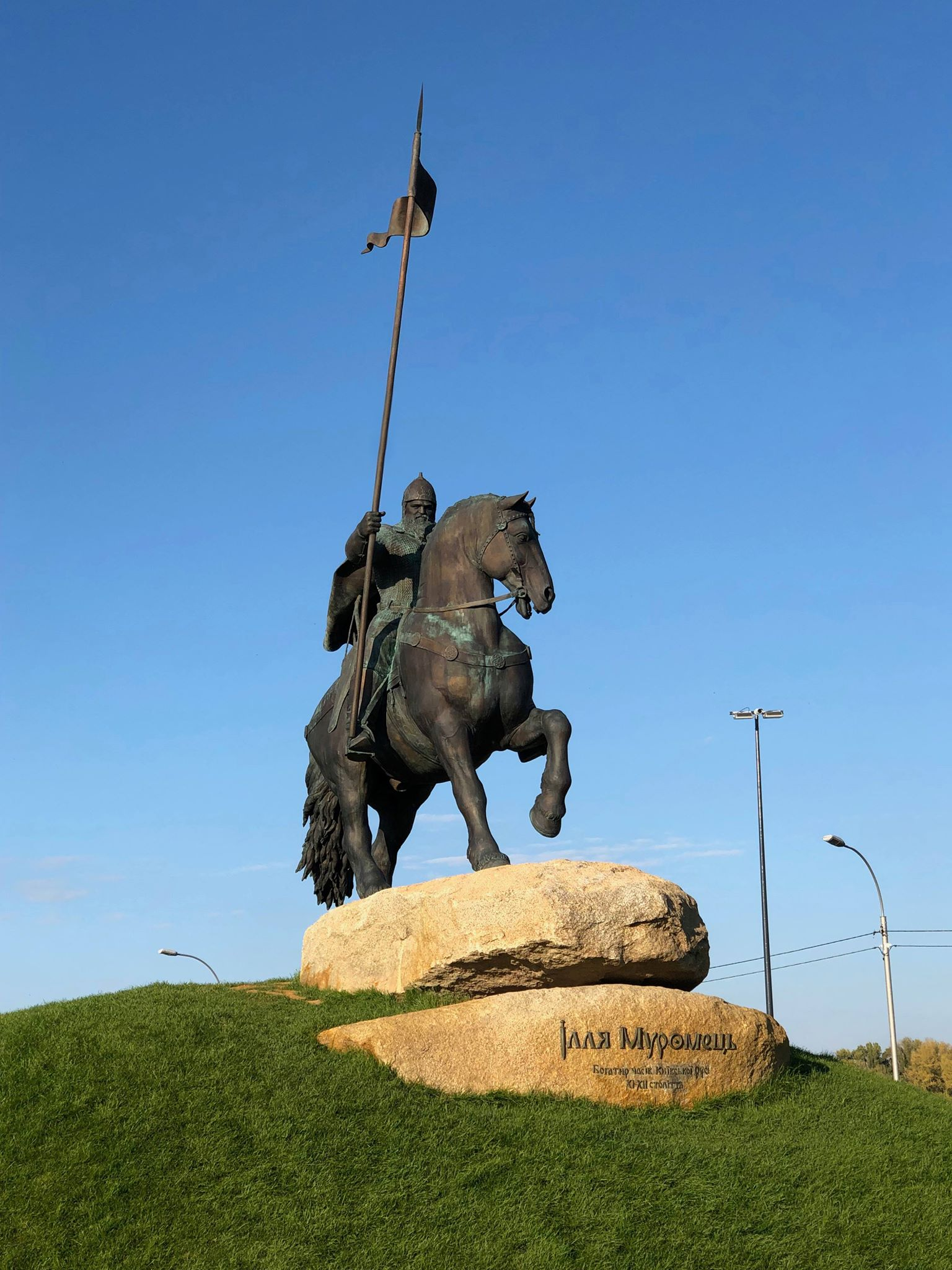
Пам'ятник Іллі Муромцю у місті Київ

- Київ, Парк «Муромець», Монумент Іллі Муромця;
- Чернігів, парк біля П'ятницької церкви.

### Книги
- «Сторожова застава» — повість-легенда українського дитячого письменника Володимира Рутківського вперше надрукована у 1991 році.

### Фільми
Художні фільми
- «Ілля Муромець» (1956; СРСР) — режисер Олександр Птушко, у ролі Іллі Борис Андреєв.
- «Це стерво Сидоров» (1984; СРСР), режисер Валентина Горлова, у ролі Іллі Валентин Букін.
- «Пригоди в Тридесятому царстві» (2010, Росія), режисер Валерія Івановська, у ролі Іллі Станіслав Дужников.
- «Реальна казка» (2011, Росія), режисер Андрій Мармонтов, у ролі Іллі Олексій Дмитрієв.
- «Останній богатир» (2017, Росія), режисер Дмитро Дяченко, у ролі Іллі Юрій Цурило.
- «Сторожова застава» (2017, Україна), режисер Юрій Ковальов, роль Ілька Муровлянина виконав Олег Волощенко

Анімаційні фільми
- Дилогія мультфільмів «Ілля Муромець. Пролог» та «Ілля Муромець і Соловей Розбійник», (СРСР, 1975, 1978)
- Ілля Муромець і Соловей Розбійник (2007; Росія) режисер Володимир Торопчин, Іллю озвучив Валерій Соловйов.
- Три богатирі й Шамаханська цариця (2010; Росія) режисер Сергій Глезін, Іллю озвучив Дмитро Биковський-Ромашов.
- Три богатирі на далеких берегах (2012; Росія) режисер Констянтин Феоктістов, Іллю озвучив Дмитро Биковський-Ромашов.
- Три богатирі. Хід конем (2015; Росія) режисер Констянтин Феоктістов, Іллю озвучив Дмитро Биковський-Ромашов.
- Три богатирі й морський цар (2016; Росія) режисер Константин Феоктістов, Іллю озвучив Дмитро Биковський-Ромашов.
- Три богатирі та принцеса Єгипту (2017; Росія) режисери Константин Феоктістов та Дмитро Висоцький, Іллю озвучив Дмитро Биковський-Ромашов.
- Три богатирі і спадкоємиця престолу (2018; Росія) режисер Константин Бронзіт, Іллю озвучив Дмитро Биковський-Ромашов.

### Пам'ятні монети
У жовтні 2017 року Укрпошта випустила ювілейну поштову марку на якій зображені три українських богатиря: Ілько та його побратимами-богатирі Олешко та Добриня. Поява цієї поштової марки була приурочена до початку українського прокату фільму за романом Володимира Рутківського «Сторожова застава», в якому головними героями виступають троє руських богатирів: Ілько, Добриня та Олешко.

## Скандал у січні 2017
12 січня 2017 року у низці російських ЗМІ з'явилося повідомлення, що співпрацівники українських силових відомств зробили істотні виправлення у Російській Вікіпедії з метою «фальсифікації походження богатиря». Згідно з ними, у статті «Російської Вікіпедії» про Іллю Моромця анонімні редактори у грудні 2016 зробили кілька правок, записавши, що місцем народження Іллі є Моровійськ (нині село Морівськ Козелецького району Чернігівської області, Україна). Як доказ, що правки було зроблено працівниками українських силових структур, було наведено інформацію з твітер-бота «Держредагування», що відстежує анонімні правки у Вікіпедії з IP-адрес, належних українським держструктурам Згодом, газета «Вести» у своїй статті припустила, що внесення змін в російській вікі-статті про Іллю Муромця співпрацівниками українських силових відомств пов'язане із виходом в український прокат першого українського фентезі фільму про супергероїв «Сторожова Застава».
Згодом, 18 січня 2017 року, в українській газеті «Україна молода» з'явилась стаття, яка повідомляла, що російські чиновники підняли шквал критики на адресу «Української Вікіпедії» оскільки, як стверджує видання, україномовна стаття про Іллю Муромця «зачепила [їх] за живе» тим що орієнтовне місце народження богатиря у ній було вказано як українське місто Моровійськ; особливо бурхливо на це начебто відреагував перший заступник голови комітету Ради Федерації з оборони та безпеки Франц Клінцевич, який заявив «Добралися і до билинних богатирів, вирішивши „приватизувати“ Іллю Муромця». Як зазначає газета, в статті про богатиря в українській Вікіпедії насправді відображено як українська так і російська теорія щодо його походження: там зазначено як селище Карачаров під Муромом (Російська Федерація) так і місто Моровійськ (Україна).
Скандал спонукав Пошту Росії призначити 12 січня 2017 «точну адресу Іллі Муромця»: російський Головпоштамт назвав місце народження богатиря як музей в Муромі, РФ. Директор музею Юлія Єлепова, коментуючи ситуацію, назвала спроби заперечити російське походження Іллі Муромця «нісенітницею».